# 해양수산백서
해양수산백서(海洋水産白書)는 해양수산부가 발행하는 백서로서, 해양 자원을 보호하고 해양 수호를하기 위하여 1996년부터 매년 발간되고 있다.

## 연혁
- 1996년 첫 번째 해양수산백서 발간.
- 1997년 두 번째 해양수산백서 발간.
- 1998년 세 번째 해양수산백서 발간.
- 1999년 네 번째 해양수산백서 발간.
- 2000년 다섯 번째 해양수산백서 발간.
- 2001년 여섯 번째 해양수산백서 발간.
- 2002년 일곱 번째 해양수산백서 발간.
- 2003년 여덟 번째 해양수산백서 발간.
- 2004년 아홉 번째 해양수산백서 발간.
- 2005년 열 번째 해양수산백서 발간.
- 2008년 열한 번째 해양수산백서 발간.
- 2009년 열두 번째 해양수산백서 발간.
- 2010년 열세 번째 해양수산백서 발간.
- 2011년 열네 번째 해양수산백서 발간.
- 2012년 열다섯 번째 해양수산백서 발간.
- 2013년 열여섯 번째 해양수산백서 발간.

## 같이 보기
- 백서
- 외교백서
- 국방백서
- 경제백서
- 통일백서
- 체육백서
- 환경백서
- 보건복지백서
- 국토교통백서